# 日本反核法律家協会
日本反核法律家協会（にほんはんかくほうりつかきょうかい）は、核兵器の廃絶と被爆者の援護を目的とする法律家団体。正式名称は「核兵器の廃絶をめざす日本法律家協会（Japan Association of Lawyers Against Nuclear Arms＝略称JALANA）」である。

## 概要
1994年8月に設立。国際反核法律家協会（IALANA）の日本における加盟団体。会長は佐々木猛也（弁護士）、副会長は高崎暢（弁護士、日本共産党元参議院議員高崎裕子の夫）。理事には弁護士だけでなく、浦田賢治（早稲田大学名誉教授、国際反核法律家協会副会長）、君島東彦（立命館大学国際関係学部教授）、山田寿則（明治大学兼任講師・国際法）ら学者も名を連ねる。機関誌『反核法律家』を刊行している。
歴代会長は、初代松井康浩、2代榊原卓郎、3代池田眞規、4代佐々木猛也。